# Северная (приток Пизьмы)
Северная — река в России, протекает в Осинском районе Пермского края. Устье реки находится в 3,4 км по правому берегу реки Пизьма. Длина реки составляет 20 км. В 5,3 км от устья принимает слева реку Овинная.
Исток реки в средней части Тулвинской возвышенности в лесах в 10 км к северу от посёлка Лесной. Река от истока течёт на северо-запад, затем поворачивает на юго-запад. Всё течение, за исключением устья проходит по ненаселённому лесному массиву. Притоки — Подпольная, Чекаиха (правые); Овинная (левый). Впадает в Пизьму в селе Комарово.

## Данные водного реестра
По данным государственного водного реестра России относится к Камскому бассейновому округу, водохозяйственный участок реки — Кама от Камского гидроузла до Воткинского гидроузла, речной подбассейн реки — бассейны притоков Камы до впадения Белой. Речной бассейн реки — Кама.
По данным геоинформационной системы водохозяйственного районирования территории РФ, подготовленной Федеральным агентством водных ресурсов:
- Код водного объекта в государственном водном реестре — 10010101012111100015094
- Код по гидрологической изученности (ГИ) — 111101509
- Код бассейна — 10.01.01.010
- Номер тома по ГИ — 11
- Выпуск по ГИ — 1